# Йован Котески
Йован Котески (на македонска литературна норма: Јован Котески) е поет от Република Македония.

## Биография
Котески е роден през 1932 година в стружкото село Присовяни, като четвърто от петте деца на Петкана и Васил Котески. Учи литература в Скопие и след това работи като журналист в Радио Скопие. Член е на Македонския ПЕН център и на Дружеството на писателите на Македония от 1958 година.

## Затвор
Арестуван е множество пъти – първия през 1948 г., а след това и през 1950, 1952, 1954 година. През 1961 г. му е открито досие в УДБА под псевдоним „Интимист“ (Интимният). На 2 септември 1985 година Котески е арестуван и осъден на 5 години затвор по обвинение, че нелегално работи за разпада на Югославската федерация и за създаване на независима македонска държава. Така Котески влиза в затвора Идризово като част от последната група политически затворници-интелектуалци в бивша Югославия. През 1986 година от неговата съдба се заинтересува американският поет, Алън Гинсбърг, тогава председател на Комисията за защита на правата на писателите и журналистите на Световния ПЕН център. За неговото освобождение най-големи заслуги има тогвашният подпредседател на Световния ПЕН център и председател на Хърватския ПЕН клуб Предраг Матвеевич. С писма до Окръжния съд в Скопие и до Съюзния съд на Югославия в Белград той успява да издейства преразглеждане на присъдата на Котески и неговото освобождаване от затвора през юли 1987 година.
В 1989 година Котески започва работа в библиотеката „Другарче“, където работи до пенсионирането си. Последните си десет години от живота прекарва в относителна изолация в дома си в Скопие. В 2000 година излиза тритомна подборка от неговата поезия.
Котески умира на 12 юли 2001 година в Скопие.

## Стихосбирки
- „Земја и страст“ („Земя и страст“) (1958),
- „Насмевка пред зорите“ („Усмивка пред зорите“) (1958),
- „Злодоба“ (1963),
- „Тежина“ (Тежест) (1965),
- „Пеплосија“ („Пеплосия“) (1966),
- „Сенки“ (1972),
- „Зелени порти“ (1975),
- „Хераклеја“ („Хераклея“) (1978),
- „Поморија“ („Помория“) (1981),
- „Бденија и сновиденија“ („Бдения и съновидения“) (1982),
- „Полилеј“ („Полилей“) (1983),
- „Плодови“ („Плодове“) (1985),
- „Тапија“ („Тапия“) (1985),
- „Живожарица“ (1990),
- „Сончева белегија“ („Слънчева белгия“) (1990),
- „Морници“ (1991),
- „Глувчето со двоглед“ („Мишлето с бинокъл“) (за деца, 1991),
- „Ралица“ (1992),
- „Злодоба“ (1992),
- „Лелејка“ („Лелейка“) (1994),
- „Самотија“ („Самотия“) (1994),
- „Празник“ (библиофилско издание в ръкопис, 1995),
- „Трагач“ („Търсач“) (поема, 1995),
- „Решетки“ (1996),
- „Приќе“ („Прикя“) (1997),
- „Одрон“ („Свлачище“) (1998),
- „Разор“ („Разораване“) (1999),
- „Кртечина“ („Къртичина“) (2000).[3]